# Zeche Getreue Freundschaft
Die Zeche Getreue Freundschaft ist ein ehemaliges Steinkohlenbergwerk in Essen-Burgaltendorf. Die Zeche war auch unter dem Namen Zeche Treue Freundschaft bekannt.

## Bergwerksgeschichte
Ab dem Jahr 1781 wurde bereits Stollenbau betrieben. Am 16. Juni des Jahres 1787 wurde ein Längenfeld verliehen. Im Jahr 1796 wurde in dem verliehenen Längenfeld Abbau mittels mehrerer Stollen betrieben. Die Mundlöcher der einzelnen Stollen befanden sich oberhalb des ehemaligen Hofes von Schulte-Holtey. Heute liegen in dem Bereich die Charlottenstraße, die Überruhrstraße und die Straße Schöne Aussicht. Am 28. April des Jahres 1798 wurde das Bergwerk stillgelegt. Ab Mai des Jahres 1833 wurde ein alter Schacht aufgewältigt. Bis zum März des Jahres 1834 wurden zunächst noch Aufwältigungsarbeiten durchgeführt, im März wurde die Zeche Getreue Freundschaft erneut stillgelegt. In den Jahren 1857 und 1858 war das Bergwerk vermutlich wieder in Betrieb. Im Jahr 1874 kam es zur Konsolidation mit Justicia. Dieses Feld war als Geviertfeld am 18. Januar des Jahres 1861 verliehen worden. Im Jahr 1893 wurde das Grubenfeld in die Geviertfelder Freundschaft und Getreu aufgeteilt. Das Geviertfeld Freundschaft wurde der Zeche Steingatt zugeschlagen und am 26. März des Jahres 1898 von der Zeche Steingatt komplett käuflich erworben. Das Geviertfeld Getreu wurde im Jahr 1896 zur Zeche Vereinigte Charlotte zugeschlagen.